# Coccodiella arundinariae
Coccodiella arundinariae är en svampart som beskrevs av Hara 1910. Coccodiella arundinariae ingår i släktet Coccodiella och familjen Phyllachoraceae.   Inga underarter finns listade i Catalogue of Life.